# Zschirnsteine

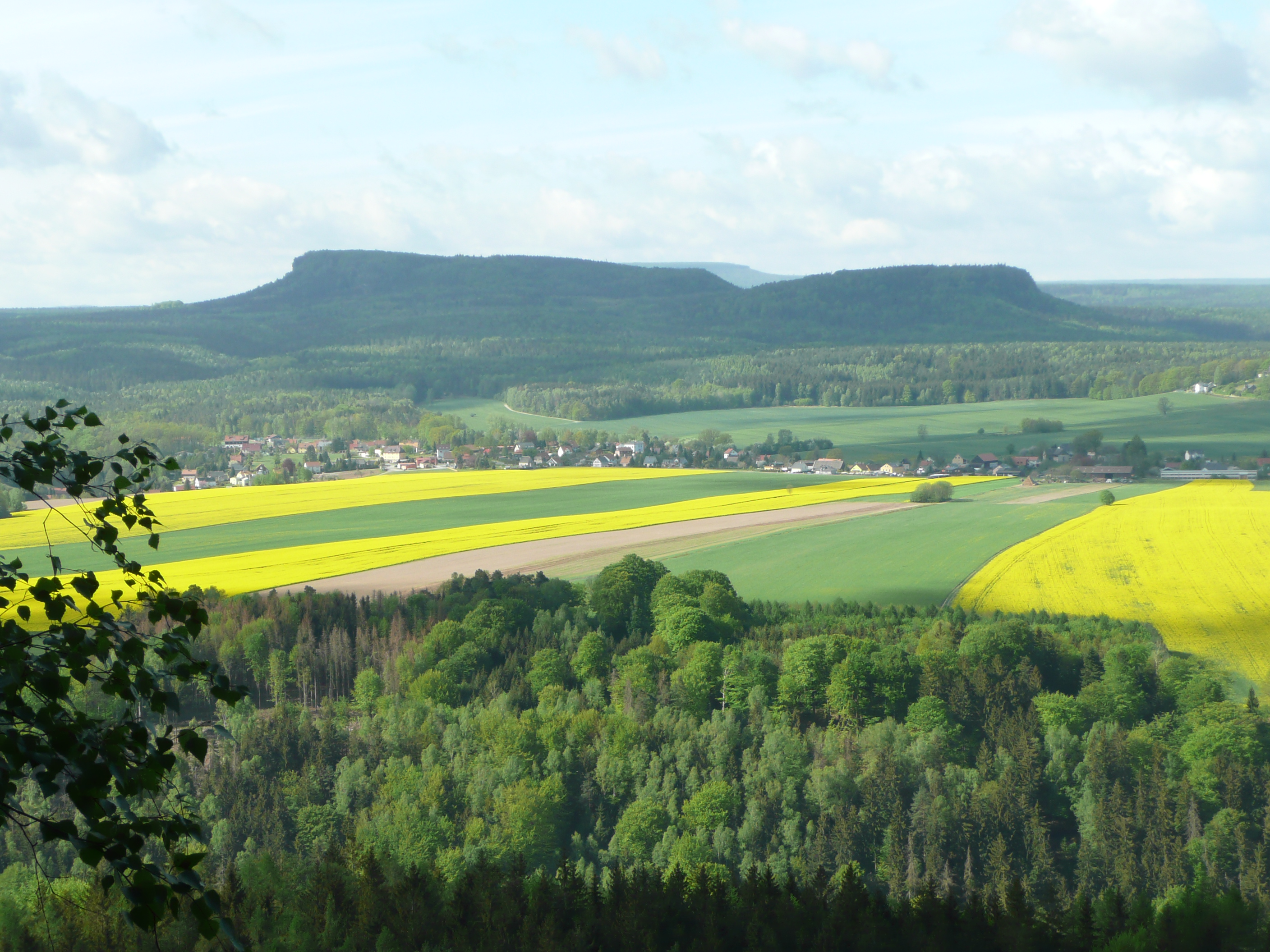
Links der Große Zschirnstein, rechts der Kleine Zschirnstein mit Děčínský Sněžník über die Elbe vom Gratweg aus

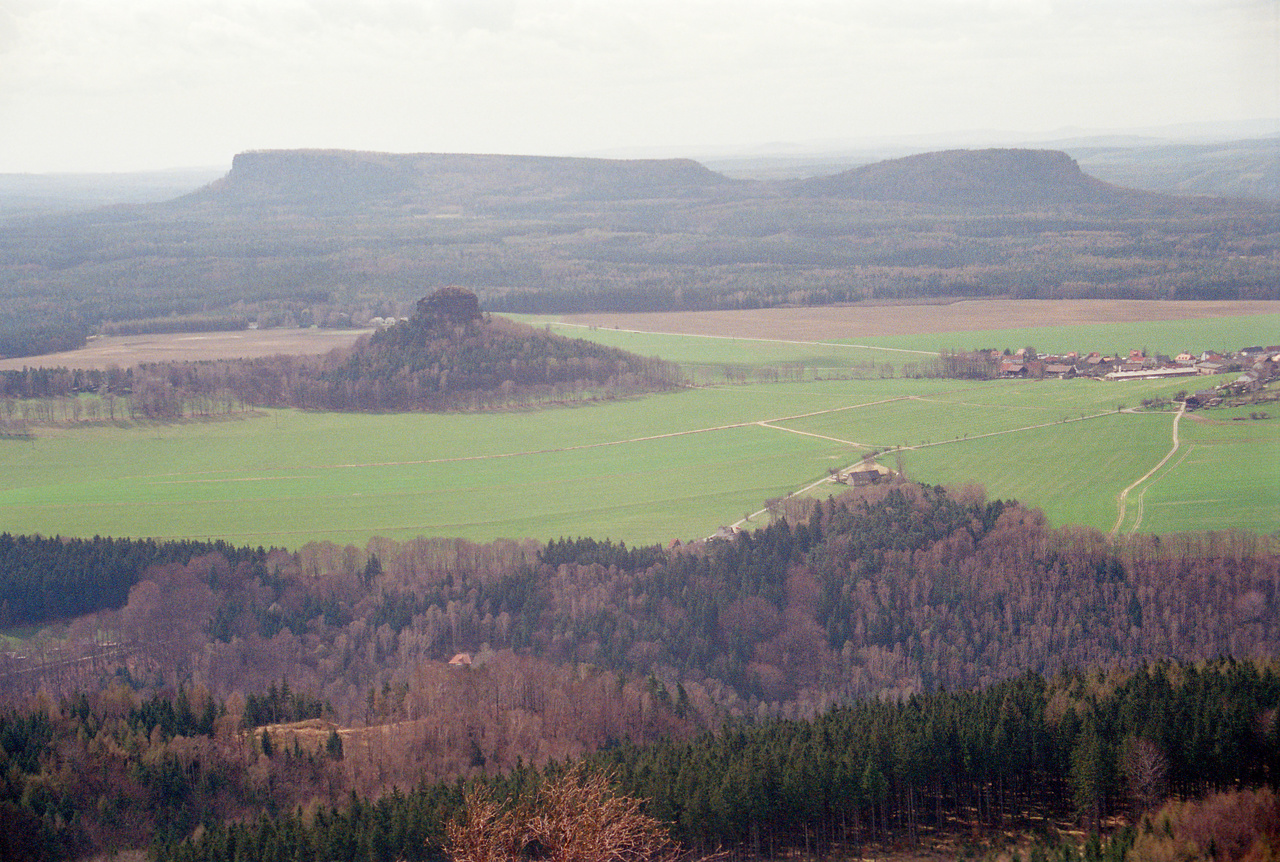
Die Zschirnsteine vom Hang des Großen Winterbergs (Kipphornaussicht), links der Große, rechts der Kleine Zschirnstein, im Vordergrund der Zirkelstein

Die Zschirnsteine sind zwei markante Tafelberge im deutschen Teil des Elbsandsteingebirges. Sie liegen in der Flur von Reinhardtsdorf, Gemeinde Reinhardtsdorf-Schöna, im Landkreis Sächsische Schweiz-Osterzgebirge. Sie befinden sich beim Reinhardtsdorf-Schönaer Ortsteil Kleingießhübel, etwa 7 km südlich von Bad Schandau im Elbsandsteingebirge, westlich der Elbe, unweit nördlich der tschechischen Grenze.
Der 561 m hohe Große Zschirnstein ist der höchste Berg der Sächsischen Schweiz.
Der Kleine Zschirnstein ist ebenfalls ein Sandsteintafelberg. Er ist 473 m hoch und liegt nördlich vom Großen Zschirnstein.
Beide Tafelberge liegen im Wald und können zu Fuß bestiegen werden. Sie bieten weite Aussichten auf das Elbsandsteingebirge und darüber hinaus.